# Акулакуче
„Акулакуче“ (на английски: Sharkdog) е детски анимационен сериал, създаден от Джасинт Тан И Тинг, чиято премиера е по стрийминг платформата „Нетфликс“ на 3 септември 2021 г. Специалният епизод, озаглавен Sharkdog's Fintastic Halloween, е излъчен на 15 октомври 2021 г.
Вторият сезон се излъчва премиерно на 30 юни 2022 г., като Джордан Гершовиц заема мястото като главен сценарист, замествайки Ед Валънтайн. На 18 януари 2023 г. е обявено, че сериалът е подновен за трети сезон, който се излъчва премиерно на 27 април.

## Актьорски състав

### Главни герои
- Дий Брадли Бейкър – Акулакуче (говорещи и гласови ефекти)
- Лиъм Мичъл – Макс
- Грей Делайл – Мама
- Джош МакДермит – Татко
- Кари Уолгрън – Мия
- Али Мавджи – Ройс
- Джуди Алис Лий – Оливия

### Злодеи
- Макс Митълман – Броуди Чевиш

### Второстепенни герои
- Меган Дейвис – Анабел
- Дона Фълкс – Кмет Мъкфорд
- Джени Лоренцо – Кристина
- Вила Джуниър Леману – Алеки
- Джентел Уилямс – госпожа Хокинс
- Иън Джеймс Кортлет – господин Хеубел
- Лиз Бърнет – Капитан Барб Куигли
- Хенри Кауфман – Денис Мъкфорд
- Кели Уолгрън – Далила

## В България
В България сериалът започва излъчване по локалната версия на „Никтуунс“ през юли 2024 г.